# بيرسي هاينز وايت
بيرسي هاينز وايت هو ممثل كندي، ولد في 8 أكتوبر 2001 في سانت جونز في كندا.

## أعمال

### مسلسلات
Wednesday

### أفلام
- (2016) موهوب[5]

يوم الاربعاء (2022)

## وصلات خارجية
- بيرسي هاينز وايت على موقع IMDb (الإنجليزية)
- بيرسي هاينز وايت على موقع ألو سيني (الفرنسية)
- بيرسي هاينز وايت على موقع قاعدة بيانات الفيلم (الإنجليزية)
- بيرسي هاينز وايت على موقع كينوبويسك (الروسية)